# Efraín Ruiz
Efraín Ruiz (* in Acambaro, Guanajuato) war ein mexikanischer Fußballspieler, der in der Regel im Angriff eingesetzt wurde und nachweislich zumindest zwischen 1936 und 1939 für den CF Asturias in der Primera Fuerza spielte. Während seiner aktiven Zeit beim Club Asturias wurde Ruíz mindestens einmal Meister (1939) und zweimal Pokalsieger (1937 und 1939). In der zwischen diesen Erfolgen liegenden Spielzeit 1937/38 war Ruíz mit 13 Treffern Torschützenkönig der Hauptstadtliga.
Seinen einzigen Länderspieleinsatz für die mexikanische Nationalmannschaft hatte er am 25. September 1937 in einem Testspiel gegen die USA. Zum 5:1-Sieg Mexikos steuerte Ruiz zwei Treffer bei.